# Kanton Grand Sud
 Grand Sud  is een kanton van het Franse departement Corse-du-Sud. Het kanton maakt deel uit van het arrondissement Sartène. In 2021 telde het 14.017 inwoners.

Het kanton werd gevormd ingevolge het decreet van 24 februari 2014 , met uitwerking op 22 maart 2015, met Porto-Vecchio als hoofdplaats.

## Gemeenten
Het kanton omvat volgende gemeenten:
- Porto-Vecchio (zuidwestelijk deel)
- Bonifacio
- Carbini
- Figari
- Levie
- Monacia-d'Aullène
- Pianottoli-Caldarello
- Sotta